# أنديرس بايل
أنديرس بايل (بالدنماركية: Anders Bille)‏ هو عسكري دنماركي، ولد في 19 مارس 1600، وتوفي في 10 نوفمبر 1657.